# Episodi di Kate e Allie (sesta stagione)
La sesta stagione della serie televisiva Kate e Allie è stata trasmessa in anteprima negli Stati Uniti d'America dalla CBS tra l'11 dicembre 1988 e il 22 maggio 1989.
| nº | Titolo originale                 | Titolo italiano | Prima TV USA     | Prima TV Italia |
| -- | -------------------------------- | --------------- | ---------------- | --------------- |
| 1  | Wedding Belle Blues              |                 | 11 dicembre 1988 |                 |
| 2  | Kate Gets Dumped                 |                 | 12 dicembre 1988 |                 |
| 3  | Allie Doesn't Live Here Anymore  |                 | 19 dicembre 1988 |                 |
| 4  | The Odd Couples                  |                 | 26 dicembre 1988 |                 |
| 5  | Anchor Away                      |                 | 9 gennaio 1989   |                 |
| 6  | Better Never Than Late           |                 | 16 gennaio 1989  |                 |
| 7  | Moving On                        |                 | 23 gennaio 1989  |                 |
| 8  | A Tree Grows on West 56th Street |                 | 30 gennaio 1989  |                 |
| 9  | The Nearlyweds                   |                 | 6 febbraio 1989  |                 |
| 10 | Wanted: One Husband              |                 | 13 febbraio 1989 |                 |
| 11 | What's Love Got to Do with It?   |                 | 20 febbraio 1989 |                 |
| 12 | I've Got a Secret                |                 | 27 febbraio 1989 |                 |
| 13 | Chip's Notes                     |                 | 6 marzo 1989     |                 |
| 14 | Love Thy Neighbor                |                 | 13 marzo 1989    |                 |
| 15 | Trojan War                       |                 | 20 marzo 1989    |                 |
| 16 | Loan-some Bob                    |                 | 27 marzo 1989    |                 |
| 17 | The Review                       |                 | 10 aprile 1989   |                 |
| 18 | The Wedding                      |                 | 24 aprile 1989   |                 |
| 19 | The Last Temptation of Allie     |                 | 1º maggio 1989   |                 |
| 20 | The Hockey Team                  |                 | 8 maggio 1989    |                 |
| 21 | My Boyfriend's Back              |                 | 15 maggio 1989   |                 |
| 22 | What a Wonderful Episode         |                 | 22 maggio 1989   |                 |